# Ла-Бастид-сюр-л’Эр
Ла-Басти́д-сюр-л’Эр (фр. La Bastide-sur-l'Hers) — коммуна во Франции, находится в регионе Юг — Пиренеи. Департамент коммуны — Арьеж. Входит в состав кантона Мирпуа. Округ коммуны — Сен-Жирон.
Код INSEE коммуны — 09043.

## Население
Население коммуны на 2008 год составляло 718 человек.
| 1962 | 1968 | 1975 | 1982 | 1990 | 1999 | 2008 |
| ---- | ---- | ---- | ---- | ---- | ---- | ---- |
| 722  | 796  | 782  | 763  | 733  | 674  | 718  |

## Экономика
В 2007 году среди 419 человек в трудоспособном возрасте (15—64 лет) 305 были экономически активными, 114 — неактивными (показатель активности — 72,8 %, в 1999 году было 67,6 %). Из 305 активных работали 247 человек (141 мужчина и 106 женщин), безработных было 58 (25 мужчин и 33 женщины). Среди 114 неактивных 27 человек были учениками или студентами, 46 — пенсионерами, 41 были неактивными по другим причинам.

## Достопримечательности
- Церковь Успения Богоматери (1527 год)
- Протестантская церковь (1826 год)
- Крытый рынок (XIX век)